# Fraternitats d'estudiants

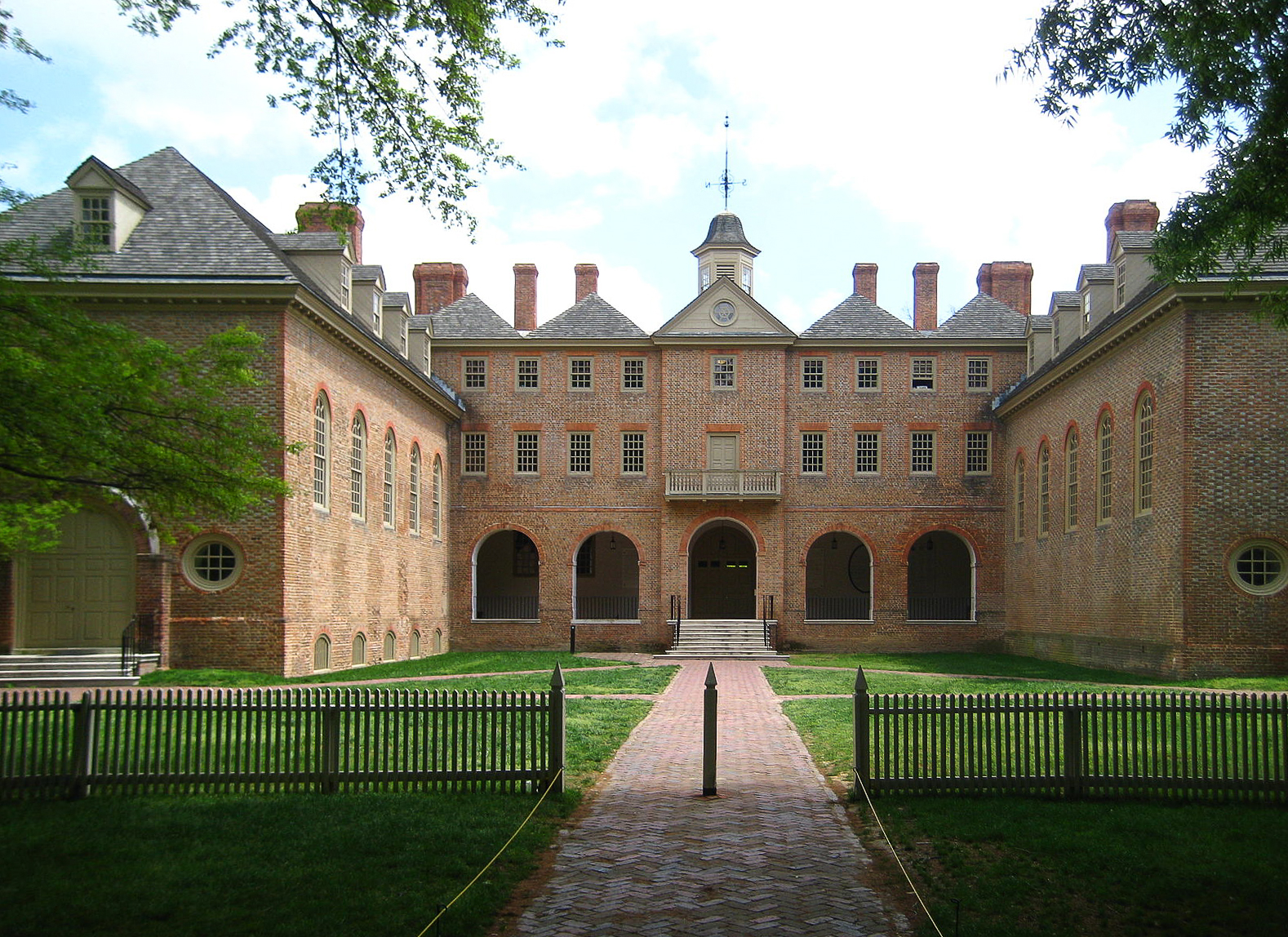
Campus universitari.

Les fraternitats d'estudiants són organitzacions socials per a estudiants universitaris i per a postgraduats. Estan presents majorment a les universitats i a les facultats d'Amèrica del Nord, tanmateix, també estan presents en àrees com Europa, on se les coneix com a corporacions, i en països com les Filipines.

## Allotjament a les fraternitats universitàries
Els membres de les fraternitats i sororitats sovint viuen junts a una gran casa, que generalment sol ser propietat de l'associació d'alumnes de la fraternitat. Un capítol d'una fraternitat o sororitat pot arribar a tenir des de 20 fins a més de 100 estudiants, tot i que la majoria tenen una mitjana de 35 a 45 membres actius. Sovint les cases de les fraternitats i sororitats, anomenades també lògies o cases dels capítols, solen estar al mateix carrer, o bé al mateix veïnat, que és conegut col·loquialment com el carrer de les fraternitats. Algunes fraternitats i sororitats més petites pel que fa a nombre d'afiliats, no disposen de casa pròpia, en aquest cas els seus membres han de buscar allotjament en un altre indret. En alguns casos concrets, la fraternitat o la sororitat llogarà un local no residencial, que després farà servir per celebrar-hi les seves reunions, i altres activitats culturals, socials, i recreatives.

## Consum excessiu d'alcohol
Els membres de les fraternitats solen tenir un consum excessiu d'alcohol, normalment solen veure més que els seus companys de facultat que no són membres de cap fraternitat. Un estudi fet a la Universitat Harvard va trobar que 4 de cada 5 membres de les fraternitats i/o les sororitats eren consumidors de begudes alcohòliques en grans quantitats. En comparació, 2 de cada 5 estudiants universitaris no membres de cap fraternitat són consumidors de begudes alcohòliques.

## La pràctica delhazing
El hazing, és la pràctica de rituals que un grup de persones porta a terme amb l'objectiu d'humiliar a un nou membre mitjançant l'assetjament o l'abús perquè aquest pugui formar part d'un grup. Les activitats realitzades són prèvies a la inserció de la persona a l'agrupació. Són comuns en diversos contextos, especialment en institucions educacionals com ara universitats, el servei militar, o bé a les fraternitats. En molts casos, el hazing dona lloc a excessos generant situacions de violència i humiliació als nous membres, el que ha generat fortes crítiques a la realització d'aquestes pràctiques i la seva prohibició a molts indrets. Actualment, 44 estats de la unió i el Districte de Colúmbia tenen lleis contra la pràctica del hazing.

## Filantropia i altruïsme
Mentre que la cultura popular mostra les fraternitats universitàries dels Estats Units com a seus de festa i disbauxa, la realitat és que aquestes organitzacions persegueixen valors humans i contribueixen sovint amb causes altruistes i filantròpiques. Els seus membres s'associen lliurement i persegueixen beneficis mutus. Hi ha fraternitats masculines i femenines, que en alguns casos poden arribar a tenir diversos capítols i seus al país. Per ser membre d'una fraternitat cal primer ser un estudiant de llicenciatura en actiu, llevat d'algunes excepcions, en què la membresia no caduca pels seus membres com és el cas de les organitzacions que formen part del Consell Grec Nacional Multicultural. Les fraternitats i sororitats utilitzen l'alfabet grec als seus noms, i es caracteritzen per realitzar regularment activitats socials i acadèmiques, algunes fraternitats i sororitats ofereixen residència als seus membres.

## Fraternitats i sororitats a França
Tot i que tradicionalment, les fraternitats universitàries han estat típiques de països anglòfons com ara els Estats Units, hi ha fraternitats i sororitats, que s'han instal·lat a països francòfons, principalment a la província canadenca del Quebec i a França. A continuació hi ha una llista d'organitzacions socials d'estudiants que són presents a França.
| Nom              | Gènere      | Capítol | Ciutat   | Universitat                        |
| ---------------- | ----------- | ------- | -------- | ---------------------------------- |
| Sigma Theta Pi   | Fraternitat | Alpha   | Grenoble | Universitat de Grenoble            |
| Sigma Theta Pi   | Fraternitat | Delta   | Amiens   | Universitat de Picardia Juli Verne |
| Sigma Theta Pi   | Fraternitat | Epsilon | Bordeus  | Universitat de Bordeus             |
| Sigma Theta Pi   | Fraternitat | Eta     | Dijon    | Universitat de Borgonya            |
| Sigma Theta Pi   | Fraternitat | Gamma   | Lió      | Universitat de Lió                 |
| Sigma Theta Pi   | Fraternitat | Zeta    | Nancy    | Universitat de Nancy               |
| Zeta Lambda Zeta | Sororitat   | Alpha   | Bordeus  | Universitat de Bordeus             |
| Zeta Lambda Zeta | Sororitat   | Delta   | Nantes   | Universitat de Nantes              |
| Zeta Lambda Zeta | Sororitat   | Gamma   | Amiens   | Universitat de Picardia Juli Verne |
| Zeta Lambda Zeta | Sororitat   | Zeta    | París    | Universitat de París               |
| Sigma Theta Pi   | Fraternitat | Lambda  | París    | Universitat de París               |

## Fraternitats i sororitats coeducacionals
Les fraternitats i les sororitats tradicionalment han estat organitzacions formades per persones del mateix gènere, amb fraternitats constituïdes exclusivament per homes, i sororitats compostes exclusivament per dones. Des de mitjans del segle XX un petit nombre de fraternitats, com Alpha Theta i Lambda Lambda Lambda, han optat per convertir-se en coeducacionals i admetre a membres femenins. Tanmateix, aquestes fraternitats generalment representen a una minoria d'organitzacions gregues, i cap d'elles és actualment membre de la Conferència Interfraternal d'Amèrica del Nord, la major associació internacional de fraternitats.

## Fraternitats i sororitats multiculturals
Nombroses organitzacions gregues en el passat han promulgat prohibicions formals i informals sobre l'admissió de persones de diferents races i cultures. Si bé aquestes limitacions, ja que s'han suprimit per part de la Conferència Interfraternal i el Consell Nacional Panhel·lènic, estudiants de diverses ètnies s'han unit per formar un consell d'organitzacions gregues multiculturals.
El Consell Multicultural grec, format oficialment l'any 1998, és un òrgan de coordinació de 19 organitzacions gregues, que són nou fraternitats masculines i deu sororitats femenines, de diversos orígens culturals.
La primera sororitat femenina multicultural, anomenada Mu Sigma Upsilon Sorority Inc, va ser establerta el novembre de 1981 a la Universitat Rutgers. La formació d'aquesta organització grega va permetre l'aparició d'una fraternitat multicultural i d'una sororitat femenina. Tot això va donar origen a un moviment multicultural universitari.

## El consell nacional grec multicultural
El  'Consell Nacional Grec Multicultural'  (NMGC) és una associació que agrupa a 11 fraternitats i sororitats multiculturals universitàries. El consell va ser establert l'any 1998, amb el propòsit de proporcionar un fòrum per fer possible el lliure intercanvi d'idees, programes i serveis entre els seus respectius membres, promoure el coneixement de la diversitat multicultural dins de les institucions universitàries, així com promoure i donar suport a l'obra comunitària que duen a terme les fraternitats afiliades a aquest consell. Cada organització membre del consell determina la seva pròpia agenda, i el programa de direcció estratègica. L'objectiu principal i l'enfocament de les organitzacions afiliades segueix sent la companyonia i l'excel·lència acadèmica dels seus membres, i el servei a les seves respectives comunitats. Les fraternitats i sororitats que formen part del consell promouen la consciència comunitària i l'acció social, a través de diverses activitats educatives, econòmiques, i culturals.
| Nom                | Any de fundació | Pertinença al consell | Tipus d'associació |
| ------------------ | --------------- | --------------------- | ------------------ |
| Psi Sigma Phi Inc  | 1990            | 1998                  | Fraternitat        |
| Phi Sigma Chi Inc  | 1996            | 1998                  | Fraternitat        |
| Mu Sigma Upsilon   | 1981            | 1998                  | Sororitat          |
| Lambda Sigma Gamma | 1986            | 2012                  | Sororitat          |
| Lambda Tau Omega   | 1988            | 1998                  | Sororitat          |
| Omega Phi Chi      | 1988            | 1998                  | Sororitat          |
| Delta Xi Phi       | 1994            | 1998                  | Sororitat          |
| Gamma Eta          | 1995            | 2006                  | Sororitat          |
| Delta Sigma Chi    | 1996            | 1998                  | Sororitat          |
| Lambda Psi Delta   | 1997            | 1998                  | Sororitat          |
| Theta Nu Xi        | 1997            | 2011                  | Sororitat          |

## El consell nacional panhel·lènic
El Consell Nacional Panhel·lènic (NPHC) és una organització que aplega a nou fraternitats i sororitats d'estudiants afroamericans. Cadascuna d'aquestes associacions d'estudiants té en comú el fet d'haver-se desenvolupat durant un període a on els estudiants afroamericans eren sotmesos a la segregació racial per part del govern i els altres estudiants. El Consell Nacional Panhel·lènic es va formar oficialment el 10 de maig de l'any 1930 al campus de la Universitat de Howard a Washington DC. i va ser incorporat l'any 1937.
Les nou fraternitats i sororitats d'estudiants afroamericans estatunidencs que formen part de la NPHC són les següents:
| Nom                   | Any de fundació | Indret de fundació    | Tipus d'associació |
| --------------------- | --------------- | --------------------- | ------------------ |
| Alpha Phi Alpha       | 1906            | Universitat Cornell   | Fraternitat        |
| Phi Beta Sigma        | 1914            | Universitat de Howard | Fraternitat        |
| Kappa Alpha Psi       | 1911            | Universitat d'Indiana | Fraternitat        |
| Omega Psi Phi         | 1911            | Universitat de Howard | Fraternitat        |
| Iota Phi Theta        | 1963            | Universitat de Morgan | Fraternitat        |
| Alpha Kappa Alpha Inc | 1908            | Universitat de Howard | Sororitat          |
| Delta Sigma Theta Inc | 1913            | Universitat de Howard | Sororitat          |
| Sigma Gamma Rho       | 1922            | Universitat de Butler | Sororitat          |
| Zeta Phi Beta         | 1920            | Universitat de Howard | Sororitat          |

## La conferència nacional panhelènica
La Conferència Nacional Panhelènica, és una organització que agrupa fins a 26 sororitats femenines d'àmbit nacional. Cada sororitat membre de l'organització és totalment autònoma i és considerada com una germanor de dones, alumnes i exalumnes universitàries. Les organitzacions que formen part de la conferència estan representades a més de 650 campus universitaris dels EUA i Canadà, i a més de 4,600 associacions d'alumnes, representant en total a més de 4 milions de dones universitàries que són membres d'alguna sororitat afiliada a la conferència panhel·lènica. La conferència nacional pan-hel·lènica proporciona suport i guia per a les 26 associacions de sororitats i fraternitats femenines que formen part d'ella, i és la veu de les sororitats a un nivell nacional. La conferència va ser fundada l'any 1902, i és una de les organitzacions femenines més grans en nombre de membres, representant a més de 4 milions de dones a 655 campus universitaris, i compta amb 4,500 capítols locals d'alumnes als EUA i al Canadà. Cada any les alumnes i les persones afiliades a la conferència nacional donen més de 5 milions de dòlars a causes benèfiques, proporcionen aproximadement uns 2,8 milions de dòlars per a l'escolarització de les dones, i duen a terme mig milió d'hores de treball comunitari i voluntari a les seves respectives comunitats.
Les següents sororitats formen part de la conferència nacional panhel·lènica:
| Sororitat         | Any de fundació | Pertinença |
| ----------------- | --------------- | ---------- |
| Alpha Chi Omega   | 1885            | 1903       |
| Alpha Delta Pi    | 1851            | 1909       |
| Alpha Epsilon Phi | 1909            | 1951       |
| Alpha Gamma Delta | 1904            | 1909       |
| Alpha Omicron Pi  | 1897            | 1905       |
| Alpha Phi         | 1872            | 1902       |
| Alpha Sigma Alpha | 1901            | 1951       |
| Alpha Sigma Tau   | 1899            | 1951       |
| Alpha Xi Delta    | 1893            | 1904       |
| Chi Omega         | 1895            | 1903       |
| Delta Delta Delta | 1888            | 1902       |
| Delta Gamma       | 1873            | 1902       |
| Delta Phi Epsilon | 1917            | 1951       |
| Delta Zeta        | 1902            | 1910       |
| Gamma Phi Beta    | 1874            | 1902       |
| Kappa Alpha Theta | 1870            | 1902       |
| Kappa Delta       | 1897            | 1912       |
| Kappa Kappa Gamma | 1870            | 1902       |
| Phi Mu            | 1852            | 1911       |
| Phi Sigma Sigma   | 1913            | 1951       |
| Pi Beta Phi       | 1867            | 1902       |
| Sigma Delta Tau   | 1917            | 1951       |
| Sigma Kappa       | 1874            | 1905       |
| Sigma Sigma Sigma | 1898            | 1951       |
| Theta Phi Alpha   | 1912            | 1951       |
| Zeta Tau Alpha    | 1898            | 1909       |